# اشتاینبورگ
اشتاینبورگ (به فرانسوی: Steinbourg) یک کمون در فرانسه با جمعیت ۱٬۹۸۳ نفر است که در Canton of Saverne واقع شده‌است.